# Julio César Méndez Montenegro

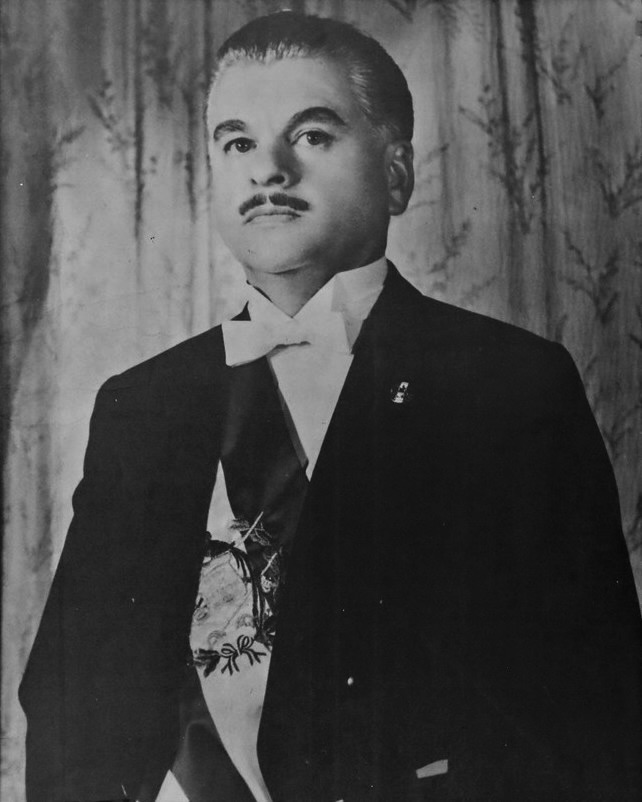
Offizielles Porträt

Julio César Méndez Montenegro  (* 23. November 1915 in Guatemala-Stadt; † 30. April 1996) war vom 1. Juli 1966 bis 30. Juni 1970 Präsident von Guatemala.

## Leben
Julio César Méndez Montenegro war ein Vetter von César Montenegro Paniagua. Méndez besuchte das Liceo Guatemala.
Er studierte Rechtswissenschaft an der Universidad de San Carlos de Guatemala.
Er war einer der 13 Hochschulabsolventen, welche am Morgen des 20. Oktober 1944 in das Cuartel de la Guardia de Honor des Präsidenten quasi als Gefangene gebracht wurden. Dort wurden der Kommandant getötet, die Kaserne besetzt und die Revolución de Octubre gegen General Juan Federico Ponce Vaidez erfolgreich durchgeführt.
Unter Juan José Arévalo war er Staatssekretär im Regierungsministerium, im Außenministerium und später Regierungsminister.
In den 1950ern war er Professor und Dekan an der Fakultät für Rechtswissenschaften, an der Universidad de San Carlos de Guatemala. Er war Vorsitzender der Rechtsanwaltsvereinigung. Die Partido Revolucionario (PR) wurde 1957 vom Mario Méndez Montenegro gegründet. Dieser wurde 1957 von der Präsidentschaftswahl ausgeschlossen und durch die Wiederholung 1958 wurde José Miguel Ramón Idígoras Fuentes Präsident. Als Mario Méndez Montenegro im Oktober 1965 im Wahlkampf durch Schusswaffengebrauch ums Leben kam, kam sein Bruder Julio César Méndez Montenegro aus dem Exil nach Guatemala zurück und übernahm die Kandidatur.
Unter der Regierung von Oberst Alfredo Enrique Peralta Azurdia tauchten in Guatemala Todesschwadronen auf und es wurde erneut Jagd auf Funktionäre der Linken, oder was dafür gehalten wurde, gemacht.
In diesem Klima der Angst wurde Julio César Méndez Montenegro zum Präsidenten gewählt. Bei den Wahlen am 6. März 1966 traten Oberst Miguel Angel Ponciano Samayoa von der rechtsextremen Movimiento de Liberación Nacional (MLN) und Oberst Juan de Dios Aguilar de León von der Regierungspartei Partido Institucional Democrático (PID) gegen ihn an. Er erhielt mit 45 Prozent die relative Mehrheit der Stimmen. Im Parlament erhielt Mendez 35 von 54 Stimmen.
Er war erklärter Antikommunist und ließ den Militärs freie Hand bei der asymmetrischen Kriegführung.
Während seiner Amtszeit dauerte der Guatemaltekische Bürgerkrieg an. Es wird angenommen, dass durch diesen in seiner Amtszeit etwa 10.000 Menschen ihr Leben verloren.
Er ernannte den Journalisten Clemente Marroquín Rojas zu seinem Stellvertreter. Marroquín wollte den Militärs kein Durchgriffsrecht in seine Amtsführung gewähren.
1965 wurde in Erinnerung an Justo Rufino Barrios, dem Gründer der guatemaltekischen Armee, der 30. Juni als Tag der Armee festgelegt. Im Verlauf seiner Regierung erklärte er den Ausnahmezustand.
Die Regierung Méndez verhandelte mit Exploraciones y Explotaciones Mineras de Izabal S.A. (Exmibal) über weitere Konzessionen zum Nickelabbau. Eine Veröffentlichung des Lehrstuhls für Wirtschaftswissenschaften der Universidad de San Carlos de Guatemala 1970 führte dazu, dass diese Verhandlungen eingestellt wurden.
In seiner Amtszeit wurde das Wasserkraftwerk Jurún Marinalá im Dorf Agua Blanca, in der Finca el Salto, Departamento de Escuintla fertiggestellt, welches unter Jacobo Arbenz Guzmán begonnen wurde. Méndez ernannte Miguel Ángel Asturias als Botschafter Guatemalas in Paris. Von diesem Posten trat Asturias mit dem Ende der Amtszeit von Méndez zurück.
Von seinem Nachfolger, General Carlos Arana Osorio wurde er als Botschafter nach Mexiko entsandt. Méndez wurde am 1. Mai 1996 beigesetzt.

## Veröffentlichungen
- Artikel in der Revista de la Facultad de Ciencias Juridicas y Sociales de  Guatemala 6(9-12): 1960. „444 Años de Legislación Agraria,  1513–1957.“
- Hauptautor von Aspectos legales del problema de la tierra : época colonial